# Harvest Moon (serie de videojuegos)
Harvest Moon (牧場物語, Bokujō Monogatari, literalmente "Historia de granja") es el nombre de una franquicia de videojuegos RPG/simulador de granja producidos por Victor Interactive Software (adquirida por Marvelous Interactive). Yasuhiro Wada es considerado el padre de la saga de Harvest Moon. 
La meta de la mayoría de los juegos de esta serie, es el mantener una granja por un período, manejando los cultivos y los animales de la granja por estaciones, mientras que socializas con la gente del pueblo, y en muchos juegos hasta se logra casarse y hacer una familia con una de las posibles novias (o novios para las versiones femeninas) que te presenta el juego.
De 1996 a 2013, Natsume supervisó la traducción y distribución al inglés de la serie Bokujo Monogatari en América, donde los juegos se lanzaron bajo el título de la serie Harvest Moon. En 2014, sin embargo, Marvelous Interactive anunció que la última entrega de la serie sería localizada por su subsidiaria estadounidense Xseed Games bajo el título de la nueva serie Story of Seasons, aunque Natsume se quedó con los derechos del nombre Harvest Moon. En septiembre de 2015, Nintendo of Europe anunció que se encargaría de la distribución europea del primer juego lanzado con este título, Story of Seasons, que se lanzó ese mismo año.
En 2007, Natsume aprovechó la oportunidad para desarrollar su propia serie de videojuegos con el nombre de Harvest Moon en América y Europa, y en 2014, lanzó Harvest Moon: The Lost Valley, el primer juego de simulación de granjas de la nueva serie. La serie derivada resultante, al menos desde Harvest Moon: The Lost Valley, ha causado cierto grado de confusión entre los fanáticos y las fuentes de noticias de videojuegos, debido a que el juego no forma parte de la misma serie que los juegos titulados Harvest Moon antes de eso.
El primer juego fue Harvest Moon para el SNES en 1996. De ahí, la serie de juegos se ha expandido al GameBoy y GBA, Nintendo 64, PlayStation y PlayStation 2, Nintendo DS, GameCube, PSP y PC en base de Windows de Microsoft. Recientemente salió para Nintendo 3DS, Nintendo Switch y PlayStation 4.

## Videojuegos

### Serie principal
- Harvest Moon, Super Nintendo, 1996
- Harvest Moon GB, Game Boy, 1997
- Harvest Moon 64, Nintendo 64, 1999
- Harvest Moon 2 GBC, Game Boy Color, 1999
- Harvest Moon: De vuelta a la naturaleza, PlayStation, 1999
- Harvest Moon 3 GBC, Game Boy Color, 2000
- Harvest Moon: Save the Homeland, PlayStation 2, 2001
- Harvest Moon: Friends of Mineral Town, Game Boy Advance, 2003
- Harvest Moon: Una vida maravillosa, GameCube y PlayStation 2, 2003
- Harvest Moon: More Friends of Mineral Town, Game Boy Advance, 2003
- Harvest Moon: Another Wonderful Life, GameCube, 2004
- Harvest Moon: Magical Melody, GameCube  y Wii, 2005
- Harvest Moon DS, Nintendo DS, 2005
- Harvest Moon DS Cute, Nintendo DS, 2005
- Harvest Moon: Isla de la felicidad, Nintendo DS, 2007
- Harvest Moon: Árbol de la paz, Wii, 2007
- Harvest Moon: Sunshine Islands, Nintendo DS, 2008
- Harvest Moon: Desfile de animales, Wii, 2008
- Harvest Moon DS: Grand Bazaar, Nintendo DS, 2008
- Harvest Moon: Boy and Girl, PlayStation Portable, 2007
- Puzzle de Harvest Moon, Nintendo DS, 2007
- Harvest Moon: Sugar Town, PlayStation Portable, 2009
- Harvest Moon: Hero of Leaf Valley, PlayStation Portable, 2009
- Harvest Moon: My Little Shop, WiiWare, 2009
- Harvest Moon: Frantic Farming, iPhone, Blackberry y Nintendo DS, 2009
- Harvest Moon: The Tale of Two Towns, Nintendo DS, 2010
- Harvest Moon: The Tale of Two Towns, Nintendo 3DS, 2011
- Harvest Moon 3D: Un nuevo comienzo, Nintendo 3DS, 2012
- Hometown Story, Nintendo 3DS, 2013
- Story of Seasons, Nintendo 3DS, 2015
- Return of PopoloCrois: A Story of Seasons Fairytale, Nintendo 3DS, 2015
- Story of Seasons: Trio of Towns, Nintendo 3DS, 2016
- Story of Seasons Friends of Mineral Town, Nintendo Switch, 2020; Remake de los juegos de 2003
- Story of Seasons Pioners of Olive Town, Nintendo Switch, 2021

### Spin-offs
- Rune Factory: A Fantasy Harvest Moon, Nintendo DS, 2006
- Rune Factory 2: A Fantasy Harvest Moon, Nintendo DS, 2008
- Rune Factory Frontier, Wii, 2008
- Rune Factory 3: A Fantasy Harvest Moon, Nintendo DS, 2009
- Rune Factory Tides of Destiny, PS3 y Wii, 2011
- Rune Factory 4, Nintendo 3DS, 2012
- Rune Factory 4 Special, NintendoSwitch, 2019
- Rune Factory 5, NintendoSwitch, 2020
- Innocent life: A futuristic harvest moon, PSP y PS2, 2006
- Doraemon Story of Seasons, Nintendo Switch y Playstation 4, 2018

### Juegos independientes por Natsume
- Harvest Moon: The Lost valley, Nintendo 3DS, 2013
- Harvest Moon: Seeds of Memories, iPhone y Android, 2016
- Harvest Moon: Skytree Village, Nintendo 3DS, 2016
- Harvest Moon: Light of Hope, Windows, 2017
- Harvest Moon: Light of Hope, PS4 y NintendoSwitch, 2018